# Strahovice

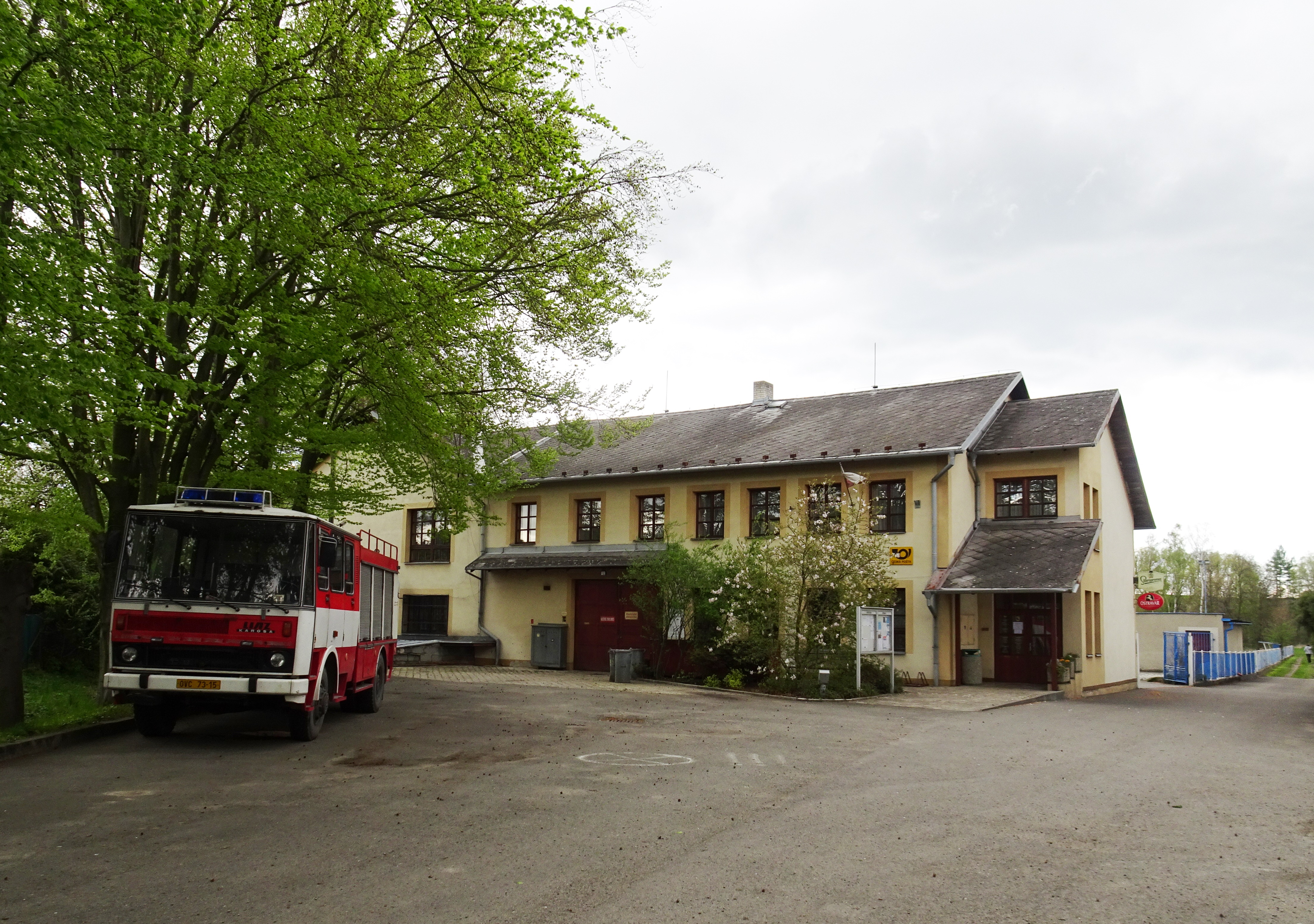
Gemeindeamt

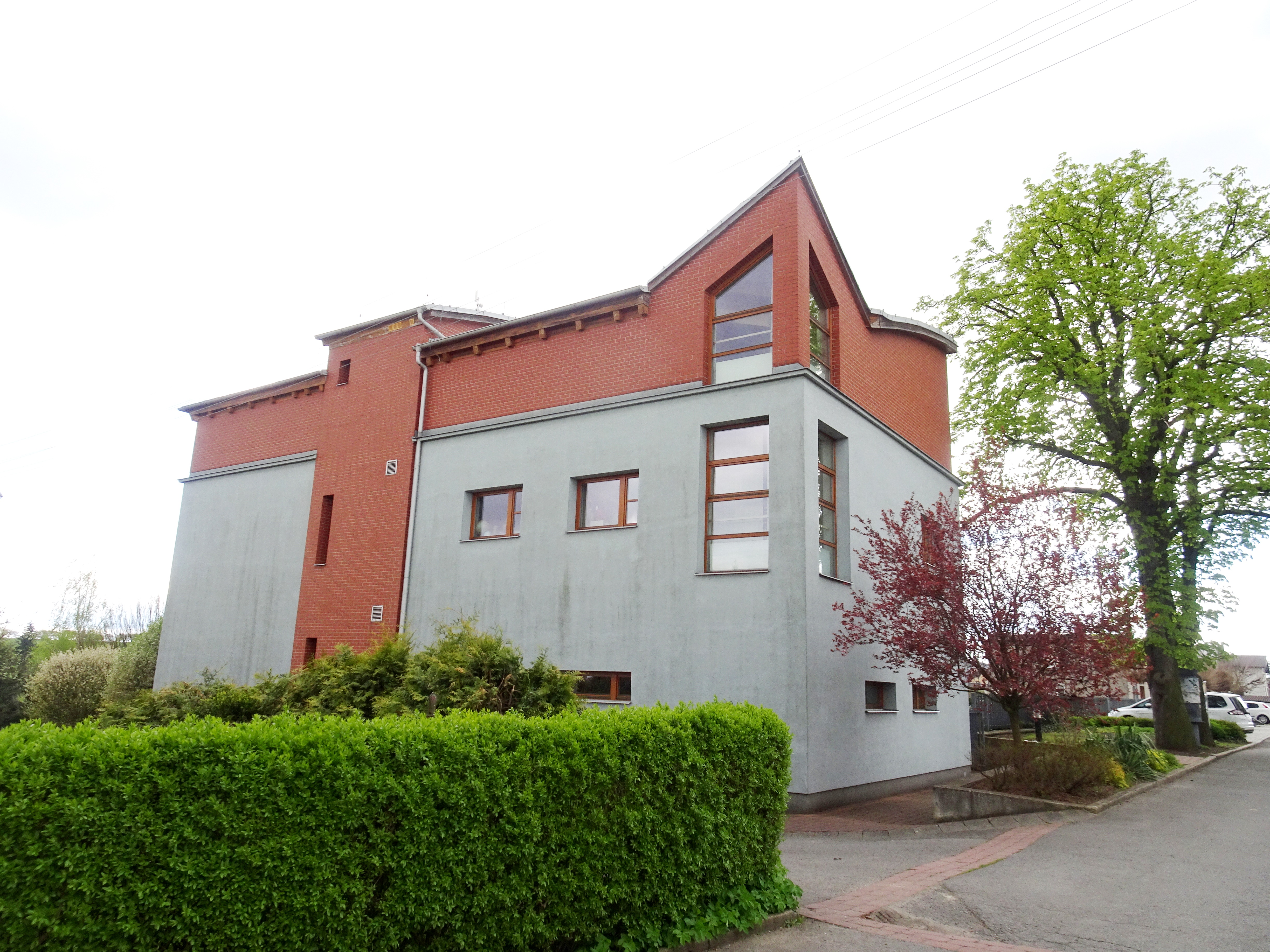
Schule

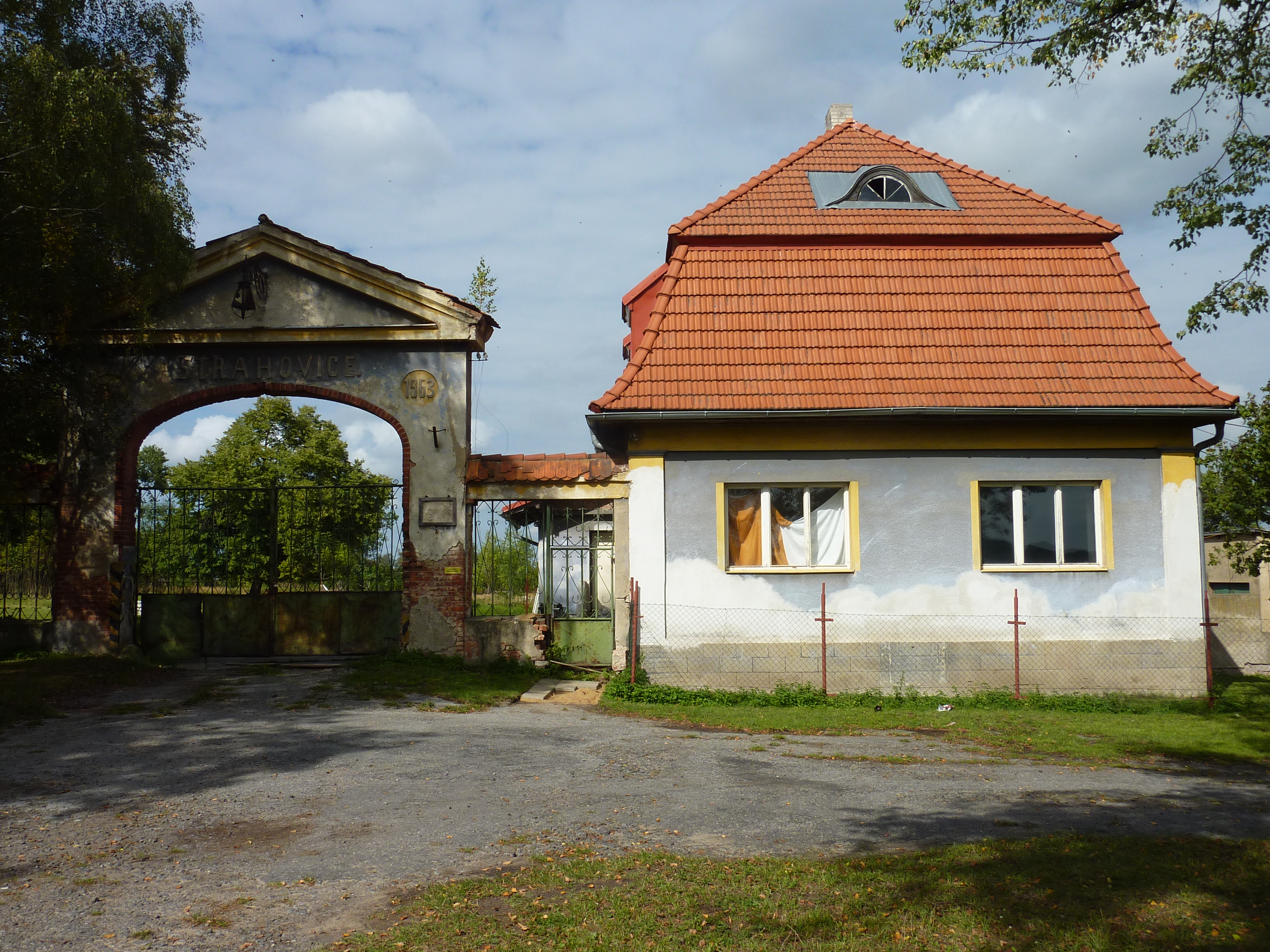
Gutshof Dvůr

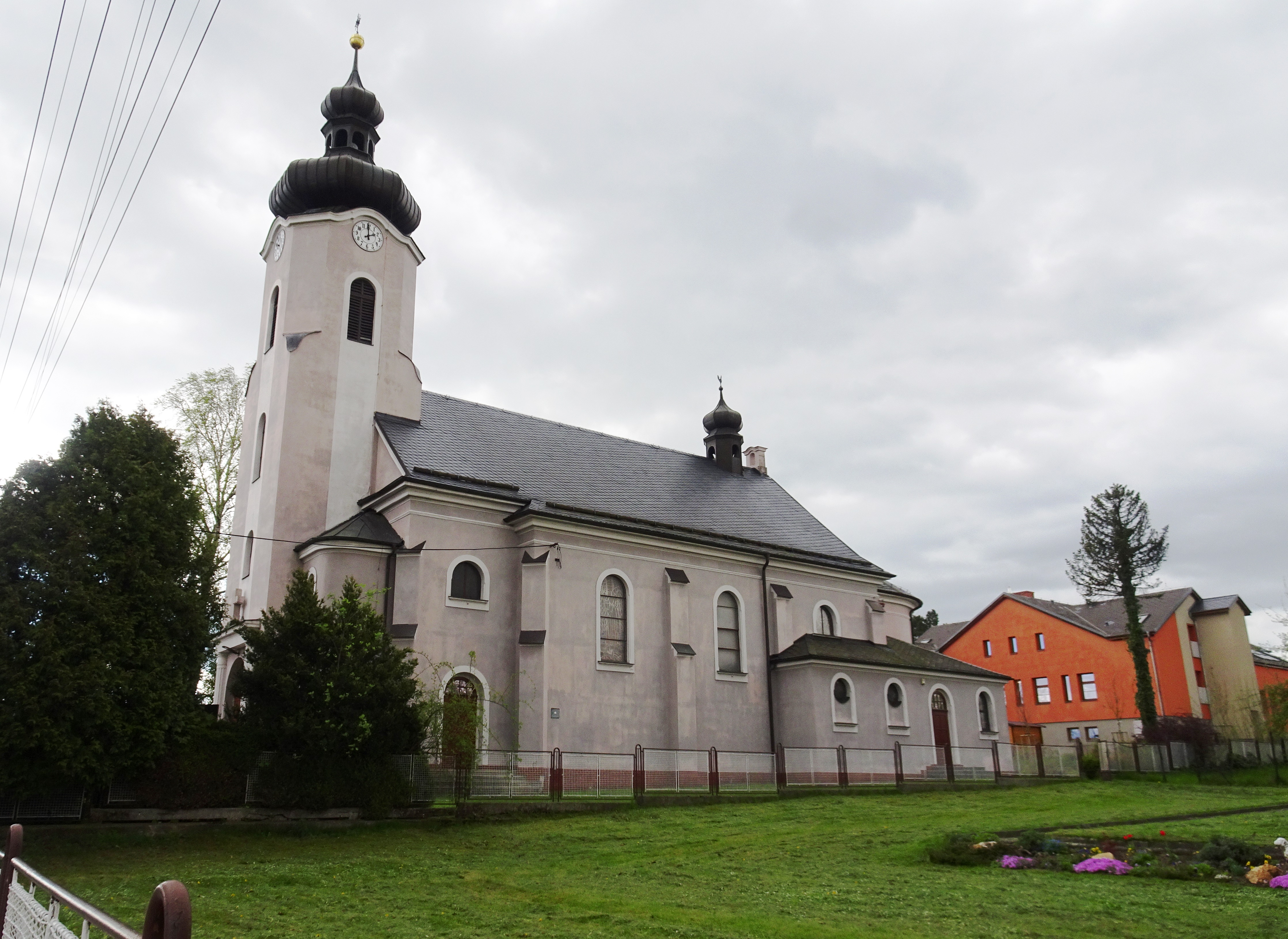
Kirche St. Augustinus

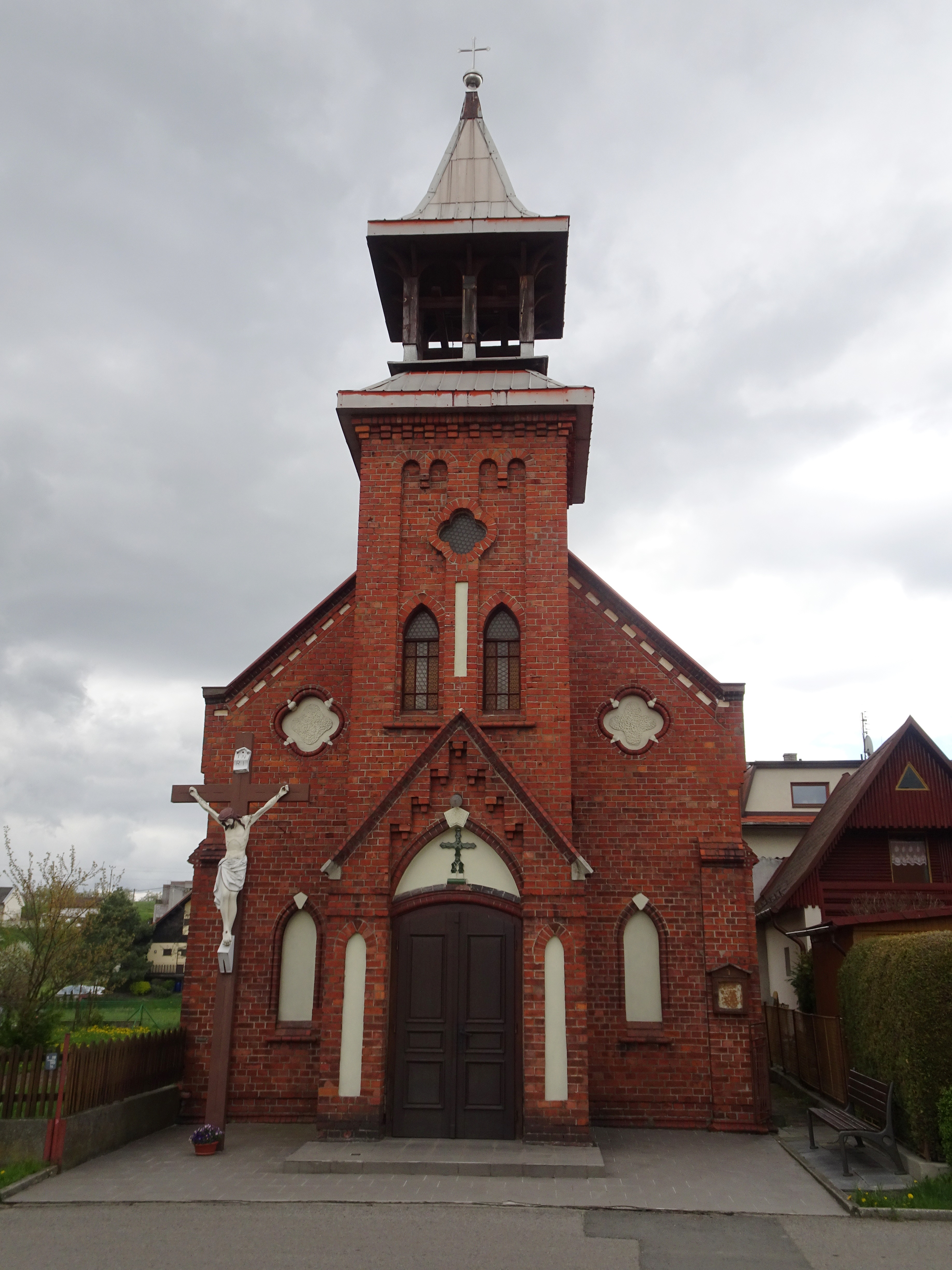
Kapelle der Maria von Schönstatt

Strahovice (deutsch Strandorf, polnisch Strachowice) ist eine Gemeinde in Tschechien. Sie liegt 15 Kilometer nordöstlich des Stadtzentrums von Opava (Troppau) an der polnischen Grenze und gehört zum Okres Opava.

## Geographie
Das Straßendorf Strahovice befindet sich im Tal des Baches Strahovický potok in der Hlučínská pahorkatina (Hultschiner Hügelland). Durch den Ort führt die Staatsstraße II/466 von Rohov (Rohow) nach Píšť (Sandau). Im Norden und Osten verläuft die Staatsgrenze zu Polen. Südlich des Dorfes erstreckt der Chuchelenský les (Kuchelnaer Forst). Westlich liegt der Gipssteinbruch Kobeřice. 
Nachbarorte sind Pietraszyn (Klein Peterwitz) im Norden, Krzanowice (Kranowitz) im Nordosten, Borucin (Borutin), Chabowiec (Chabowetz) und Resta (Hay) im Osten, Chuchelná (Kuchelna) im Südosten, Borová (Henneberg), Bolatice (Bolatitz), Padělky (Neu-Werdenberg) und Albertovec (Hilvetihof) im Süden, Štěpánkovice (Schepankowitz), Kobeřice (Köberwitz) und Služovice (Schlausewitz) im Südwesten, Hněvošice (Schreibersdorf) im Westen sowie Przysieczna (Wegen), Ściborzyce Wielkie (Steuberwitz) und Rohov im Nordwesten. 

## Geschichte
Der bedeutendste archäologische Fund auf dem Gemeindegebiet ist ein ca. 10.000 Jahre alter Pferdezahn aus der Übergangszeit von Pleistozän zum Holozän.
Die erste urkundliche Erwähnung erfolgte 1349 unter dem Namen Strandorf im Troppauer Stadtbuch, als das im Herzogtum Troppau gelegene Dorf zur Leistung des Brückenkorns – einer Naturalienabgabe für die Unterhaltung der städtischen Brücken und Wege – verpflichtet wurde. Das Dorf war eine Gründung des Prämonstratenserklosters Hradisko. Bei der Teilung des Herzogtums Troppau im Jahre 1377 wurde Strandorf Teil des Herzogtums Leobschütz.
Zum Ende des 15. Jahrhunderts gehörte Strandorf den Herren Šamařovský von Rohov. 1608 kaufte Bernhard Lichnowsky von Woschtitz die Güter Kuchelna und Strandorf für 14.500 Taler von Wenzel Šamařovský von Rohov. Später wurden beide Güter wieder getrennt. Am 23. Juli 1676 veräußerte Johann Bernhard von Brix das Gut Strandorf für 8000 Taler an Karl Maximilian von Lichnowsky. Nachfolgend gehörte Strandorf immer zum Fideikommiss Kuchelna der späteren Fürsten Lichnowsky.
Nach dem Ersten Schlesischen Krieg fiel Strandorf 1742 wie fast ganz Schlesien an Preußen. 1743 wurde das Dorf dem neugebildeten Kreis Leobschütz zugeordnet. Im Zuge der Kreisreform vom 1. Januar 1818 wurde Strandorf dem Kreis Ratibor zugewiesen. 1830 standen in Strandorf bzw. Strahowice 60 Häuser; das Dorf hatte 311 katholische Einwohner. Im Ort gab es ein herrschaftliches Vorwerk und eine Wassermühle. Pfarr- und Schulort war Kranowitz. 1836 erhielt Strandorf eine eigene Dorfschule. Im Jahre 1845 bestand Strandorf bzw. Strachowice aus 65 Häusern. In dem Dorf mit 394 durchweg katholischen Einwohnern, die zur Nikolauskirche in Kranowitz eingepfarrt waren, gab es ein Vorwerk, eine Wassermühle und eine katholische Schule. Besitzer der Herrschaft war Felix von Lichnowsky. Im Jahre 1864 gliederte sich die insgesamt eine Fläche von 1994 Morgen umfassende Gemarkung Strandorf, auch Strachovice bzw. Strahovice genannt, in die Gemeinde und das Rittergut. Die Gemeinde bestand aus 13 Bauernhöfen, 16 Gärtnern, 58 Häuslerstellen und der Schule. Zu Strandorf gehörten 946 Morgen Ackerland. Zum Rittergut, dessen Sitz das Vorwerk Neustrandorf war, gehörten u. a. eine Schrotmühle, eine Fasanerie, 755 Morgen Acker, 77 Morgen Wiesen und 42 Morgen Laubwald. 1869 bestand Strandorf aus 95 Häusern und hatte 511 Einwohner. Im Mai 1874 wurden die Landgemeinde und der Gutsbezirk Strandorf Teil des Amtsbezirkes Kuchelna. Zwischen 1887 und 1889 erfolgte der Bau einer neuen Schule. Im Jahre 1900 hatte Strandorf 589 Einwohner, 1910 waren es 615.
Aufgrund des Versailler Vertrages von 1919 wurde Strandorf am 4. Februar 1920 als Teil des Hultschiner Ländchens der Tschechoslowakei zugeschlagen. In Folge der Grenzziehung war Strahovice/Strandorf von der Pfarrei St. Nikolaus in Kranowitz abgetrennt, so dass 1921 in Strahovice eine Pfarrei unter dem  Dekanat Hlučín eingerichtet und mit dem Bau des Pfarrhauses und einer Kirche begonnen wurde. Die Gottesdienste fanden in der Kapelle des hl. Augustinus statt. Wegen des schlechten Zustands der Schule und dadurch notwendiger Bauarbeiten konnte der Unterricht der ca. 140 Schüler nur im Schichtbetrieb abgehalten werden. Beim Zensus von 1921 lebten in den 119 Häusern der Gemeinde Strahovice/Strandorf 705 Personen, darunter 634 Tschechen und 68 Deutsche. Als erster Pfarrer wurde 1922 Josef Vrchovecký eingeführt; seine Hauptaufgabe war zunächst der Kirchenbau. 1924 weihte der Olmützer Erzbischof Leopold Prečan die neue Kirche. 1928 wurde die Gemeinde Strahovice in den Okres Opava / Bezirk Troppau umgegliedert. Im Jahre 1930 lebten in den 149 Häusern von Strahovice/Strandorf 693 Personen. Die lange angestrebte Schulerweiterung um zwei Klassenzimmer scheiterte 1933, da der Gemeinderat der dafür zur Bedingung gemachte Abtretung des Schulgebäudes an den Staat nicht zustimmte. Der Besuch der Bürgerschule erfolgte auf freiwilliger Basis; eine solche bestand zunächst in Köberwitz und ab 1936 in Zauditz. 
Nach dem Münchener Abkommen wurde Strandorf am 8. Oktober 1938 zusammen mit dem Hultschiner Ländchen vom Deutschen Reich besetzt. Die Gemeinde gehörte nunmehr zum Landkreis Hultschin, der 1939 dem Landkreis Ratibor in der preußischen Provinz Oberschlesien eingegliedert wurde. Am 17. Januar 1939 wurde der Amtsbezirk Kuchelna aus den Gemeinden Bielau, Bolatitz, Kuchelna und Strandorf neu gebildet. Für die nach dem Weggang des Pfarrers Vrchovecký vakante Pfarrstelle in Strandorf wurde 1941 dem Pallottinerpater Richard Henkes als Pfarrverwalter übertragen. Er ließ die Augustinus-Kapelle der Maria von Schönstatt umweihen. Henkes wurde 1943 wegen seiner Antikriegspredigten verhaftet und verstarb kurz vor Kriegsende in KZ Dachau. Im April 1945 erlitt Strandorf während der Mährisch-Ostrauer Operation schwere Schäden. 
Nach dem Ende des Zweiten Weltkriegs kam Strahovice wieder an die Tschechoslowakei zurück und wurde erneut dem Okres Hlučín zugeordnet. Nach Beseitigung der gröbsten Verwüstungen konnte durch die Unterstützung der Belegschaft des Avia-Werks Čakovice der Schulunterricht im Dezember 1945 wieder aufgenommen werden. Auf dieser Grundlage wurde 1946 ein Patenschaftsvertrag zwischen der Schule und dem Werk abgeschlossen. Im Jahre 1950 bestand Strahovice aus 144 Häusern und hatte 668 Einwohner. Im Zuge der Gebietsreform von 1960 erfolgte die Aufhebung des Okres Hlučín; ab 1961 wurde Strahovice Teil des Okres Opava. 1970 lebten in den 174 Häusern von Strahovice 864 Personen. Mit Beginn des Jahres 1979 erfolgte die Eingemeindung nach Chuchelná. Nach der Samtenen Revolution löste sich Strahovice zun 1. Juli 1990 wieder von Chuchelná los und bildete eine eigene Gemeinde. 1991 lebten in den 209 Häusern der Gemeinde 871 Menschen. Zwischen 2001 und 2002 wurde die Grundschule saniert und in den Jahren 2004–2005 eine neue Turnhalle errichtet.
Aus der Eröffnung des Seligsprechungsverfahrens für Pater Henkes im Jahre 2003 entwickelte sich eine Partnerschaft mit der deutschen Gemeinde Ruppach-Goldhausen. Die Pfarreien Chuchelná und Strahovice werden seit Oktober 2009 gemeinsam als Schwesterkirchen verwaltet. Beim Zensus von 2011 hatte Strahovice 920 Einwohner und bestand aus 223 Wohnhäusern. 

## Gemeindegliederung
Für die Gemeinde Strahovice sind keine Ortsteile ausgewiesen. Zu Strahovice gehört die Einschicht Dvůr (Vorwerk Neustrandorf). Grundsiedlungseinheiten sind Strahovice und Strahovice-Dvůr.
Das Gemeindegebiet bildet einen Katastralbezirk.

## Partnergemeinden
- Gemeinde Kranowitz, Polen
- Ruppach-Goldhausen, Deutschland[13]

## Sehenswürdigkeiten
- Pfarrkirche des hl. Augustinus, errichtet 1921–1924, die Weihe erfolgte am 24. Oktober 1924 durch Erzbischof Leopold Prečan[14]
- Kapelle der Maria von Schönstatt (tschechisch Schönstattské hnutí), der neogotische Backsteinbau entstand 1915 und war ursprünglich dem hl. Augustinus geweiht. Durch Pater Henkes wurde die Kapelle zu Beginn der 1940er Jahre der Jungfrau Maria von Schönstatt gewidmet.[15]
- Speicher beim Gehöft Nr. 103
- Speicher beim Gehöft Nr. 78
- Fachwerkwirtschaftsgebäude aus der Mitte des 19. Jahrhunderts
- Gedenkstein der Opfer des Zweiten Weltkriegs
- Gedenkstein für Richard Henkes, geschaffen 1998
- Marmorkreuz auf dem Friedhof, errichtet 1951
- Grotte der Madonna von Lourdes, geschaffen 1953
- Kapelle des hl. Johannes von Nepomuk, errichtet 1962
- Kapelle der Jungfrau Maria am Komárek, errichtet 1992
- Hladík-Kreuz (Hladíkův kříž), geschaffen 1998

## Legende
In der Uhrengrube (Hodinový důl) am südlichen Ortsrand soll einst ein Schloss im bodenlosen Morast versunken sein. Nachdem das Leben darin verstummte, soll noch das laute Ticken der Turmuhr aus dem Sumpf zu hören gewesen sein.
Die Quelle im Hodinový důl versorgt heute drei Dörfer mit Trinkwasser.

## Persönlichkeiten
- Richard Henkes (1900–1945), deutscher Pallottinerpater, Märtyrer und Seliger. Er war von 1941 bis 1943 Pfarrverwalter in Strandorf.